# Фуке, Фердинанд Андре
Фердинанд Андре Фуке (или Фукэ, фр. Fouqué Ferdinand André; 21 июня 1828, Мортен — 7 марта 1904, Париж) — французский учёный-геолог и минералог, профессор естествознания и неорганической химии Коллеж де Франс (с 1877), член Французской Академии наук (с 1881).

## Биография
Первым внедрил современные методы петрографии во Франции.
В конце 1880-х годов Вернадский В. И. стажировался у Фукэ и посвятил ему свой учебник «Геохимия».

## Публикации
- Recherches sur les phénomènes chimiques qui se produisent dans les volcans, 1866.
- Rapport sur les phénomeńes chimiques de l'éruption de l’Etna en 1865, (1866).
- Les anciens volcans de la Grèce, 1867.
- Santorin et ses éruptions, 1879; later translated into English and published as: «Santorini and its eruptions», Baltimore : Johns Hopkins University Press, 1998.
- Minéralogie micrographique : roches éruptives françaises, 1879 (with Auguste Michel-Lévy).
- Synthèse des minéraux et des roches, 1882 (with Auguste Michel-Lévy).
- Les tremblements de terre, 1889.
- Contribution à l'étude des feldspaths des roches volcaniques, 1894.